# Dārānagar
Dārānagar är en ort i Indien.   Den ligger i distriktet Kaushambi District och delstaten Uttar Pradesh, i den centrala delen av landet, 500 km sydost om huvudstaden New Delhi. Dārānagar ligger 113 meter över havet och antalet invånare är 24 803.
Terrängen runt Dārānagar är mycket platt. Runt Dārānagar är det tätbefolkat, med 762 invånare per kvadratkilometer. Närmaste större samhälle är Kunda, 16,9 km öster om Dārānagar. Trakten runt Dārānagar består till största delen av jordbruksmark.